# Паїлон
Паїлон (ісп. Pailón) — містечко у центральній частині болівійського департаменту Санта-Крус. 

## Клімат
Містечко знаходиться у зоні, котра характеризується кліматом тропічних саван. Найтепліший місяць — січень із середньою температурою 26.6 °C (79.9 °F). Найхолодніший місяць — червень, із середньою температурою 20.5 °С (68.9 °F).
| Клімат Паїлона          | Клімат Паїлона | Клімат Паїлона | Клімат Паїлона | Клімат Паїлона | Клімат Паїлона | Клімат Паїлона | Клімат Паїлона | Клімат Паїлона | Клімат Паїлона | Клімат Паїлона | Клімат Паїлона | Клімат Паїлона | Клімат Паїлона |
| Показник                | Січ.           | Лют.           | Бер.           | Квіт.          | Трав.          | Черв.          | Лип.           | Серп.          | Вер.           | Жовт.          | Лист.          | Груд.          | Рік            |
| Середній максимум, °C   | 32,1           | 32,1           | 31,7           | 30,8           | 28,5           | 26,8           | 27,7           | 29,6           | 32,4           | 32,9           | 33,2           | 32,2           | 30,8           |
| Середня температура, °C | 26,6           | 26,4           | 25,9           | 24,2           | 21,9           | 20,5           | 20,7           | 22,7           | 24,6           | 26             | 26,4           | 26,6           | 24,4           |
| Середній мінімум, °C    | 21,6           | 21,3           | 20,3           | 18,5           | 16,4           | 15,1           | 15             | 15,9           | 18             | 19,7           | 20,7           | 21,6           | 18,7           |
| Норма опадів, мм        | 143.3          | 106.5          | 90.8           | 55.8           | 44.9           | 61.7           | 35.9           | 32.2           | 44.1           | 88.6           | 109.4          | 142.4          | 955.6          |
| Днів з опадами          | 12,6           | 10,8           | 10,2           | 7,5            | 8,3            | 6,3            | 4,6            | 3,9            | 4,7            | 6,7            | 8,4            | 10,6           | 94,6           |
| Вологість повітря, %    | 74.2           | 74.7           | 73             | 72.2           | 74.1           | 73.7           | 67.1           | 59.3           | 58.9           | 62.8           | 65.8           | 70.9           | 68.9           |
| ----------------------- | -------------- | -------------- | -------------- | -------------- | -------------- | -------------- | -------------- | -------------- | -------------- | -------------- | -------------- | -------------- | -------------- |
| Джерело: Weatherbase    |                |                |                |                |                |                |                |                |                |                |                |                |                |